# Hans Karl August Simon von Euler-Chelpin
Hans Karl August Simon von Euler-Chelpin (Augsburgo, 15 de fevereiro de 1873 — Estocolmo, 6 de novembro de 1964) foi um químico sueco nascido na Alemanha.

Começou a estudar pintura, porém o seu desejo era estudar as cores, especialmente as cores do espectro, motivo que o levou a estudar ciências. Estudou na Universidade de Göttingen, na Universidade de Wurzburgo e na Universidade de Berlim, onde obteve seu doutorado em 1895.
Posteriormente foi professor na Universidade de Estocolmo, sendo nomeado diretor do Instituto de Bioquímica da Universidade a partir de  1929. Em 1941 abandonou o ensino, porém continuou com suas pesquisas.
Suas investigações concentraram-se principalmente no estudo do conteúdo das vitaminas de alguns vegetais, o caroteno como  provitamina A e a química das enzimas da fermentação.
Foi laureado com o Nobel de Química de 1929, compartilhado com Arthur Harden, por suas investigações no campo da fermentação do açúcar e das enzimas responsáveis pelo processo.

## Publicações
- Hans von Euler: Allgemeine Chemie der Enzyme. 1910
- Hans von Euler: Chemie der Hefe und der alkoholischen Gärung. Leipzig 1915
- Hans von Euler: Biokatalysatoren. Stuttgart 1930
- Hans von Euler: Entstehung, Wachstum und Rückbildung von Tumoren. Uppsala 1944
- Hans von Euler: Enzymhemmungen. Stockholm 1944
- Hans von Euler: Chemotherapie und Prophylaxe des Krebses. Stuttgart 1962
- Euler e Hasselquist: Die Reduktone. Ihre chemischen Eigenschaften und biochemischen Wirkungen. Stuttgart 1950
- Euler e Eistert: Chemie und Biochemie der Reduktone und Reduktonate. Stuttgart 1957